# ヴィクトル・サフロノフ
ヴィクトル・サフロノフ（Viktor Sergeevich Safronov, ロシア語: Виктор Сергеевич Сафронов, 1917年10月11日 - 1999年9月18日）はロシアの天文学者である。原始太陽系円盤から微惑星の成長によって太陽系の惑星が形成されたとする理論で知られる。
ヴェリーキエ・ルーキで生まれた。モスクワ大学を1941年に卒業後、第2次世界大戦のため軍務につく。1949年から研究職につきロシア科学アカデミーのなどで働いた。1968年に博士号を取得した。太陽系の起源について1960年代に、各惑星領域に多くの微惑星が誕生し、微惑星が集合して惑星が形成され、大きな微惑星が小さな微惑星を駆逐しながら一個の惑星を形成したとする『微惑星説』を発表した。これは太陽系形成の現在の標準モデルとなっている。
小惑星(3615)は サフロノフ と命名された。

## 受賞歴
- Otto Schmidt USSR Academy of Sciences Prize (1974年)
- Kuiper Prize in Planetary Science (1990年)

## 著書
- Evolution of the Protoplanetary Cloud and Formation of the Earth and the Planets. Moscow: Nauka Press, 1969. Trans. NASA TTF 677, 1972.